# Wapen van Amersfoort

Het wapen van de gemeente Amersfoort.

Het wapen van Amersfoort werd op 11 september 1816 door de Hoge Raad van Adel in gebruik bevestigd. Dit houdt in dat de gemeente Amersfoort het wapen voor 1816 al officieel als wapen gebruikte. Door de bevestiging werd het gemeentelijke wapen dus niet toegekend, maar juist erkend. Hoewel de gemeente in 1974 een fusie heeft gehad, zijn noch het wapen, noch de beschrijving van het wapen aangepast aan de nieuwe gemeente.

## Geschiedenis
Bronnen spreken elkaar tegen of dat een eerste afbeelding van het wapen van 16 december 1233, of 16 december 1333 zou stammen.  Het betreft een zegel waarop Sint Joris te paard een draak verslaat en daarbij het wapen vasthoudt. Op de achtergrond een kasteel met daarop een banier met rood kruis. Een latere afbeelding, uit 1422, laat wederom een ridder zien, ditmaal echter zonder draak. Op het tweede zegel staat wederom een schild met een kruis. 

## Blazoenering

Wapen volgens de registertekening Hoge Raad van Adel

Het wapen heeft sinds de toekenning in 1816 de volgende blazoenering:
Van zilver met een kruis van keel; het wapen gedekt met eene kroon met 5 fleurons, alles van goud en van weerskanten vastgehouden door een klimmende leeuw in zijne natuurlijke kleur.
Het wapen is zilverkleurig met daarop een rood kruis. Op het schild is een kroon geplaatst gelijk aan die van een markgraaf: 5 bladeren. Aan weerszijden van het schild staat een schildhouder in de vorm van een klimmende leeuw van natuurlijke kleur: bruine vacht, zwarte dan wel grijze nagels en een rode tong.

## Verwant wapen
Onderstaand wapen is verwant aan dat van Amersfoort:

Wapen van het College ter directie van den Slaperdijk